# Lidice

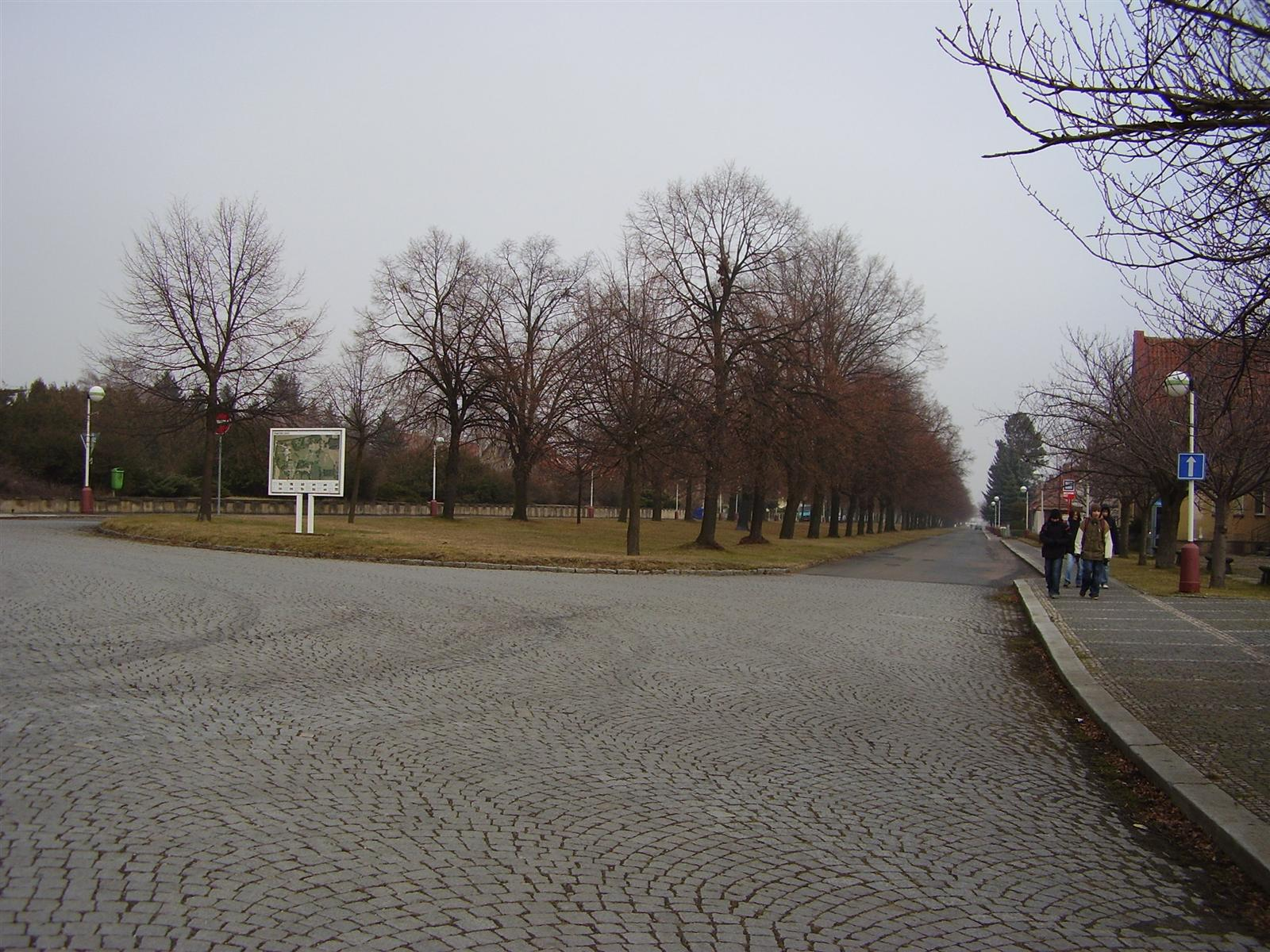
A fő utca

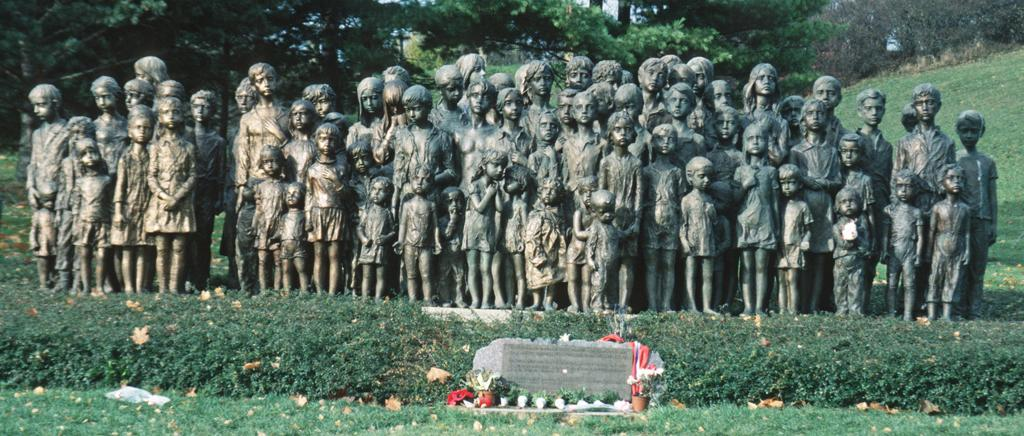
A lidicei gyermekek emlékműve

Lidice (németül: Liditz) község Csehországban, a Kladnoi járásban.

## Fekvése
Prágától 20 km-re északnyugatra terül el.

## Története
Lidice legkorábbi írásos említése 1318-ból származik.
1942-ben a faluban 104 ház állt és 503 lakosa volt.
1942. június 10-én a községet és a falu férfi lakosságát lemészárolták a német katonák, a nőket és a gyermekeket deportálták, mindezt a Reinhard Heydrich német helytartó ellen elkövetett merénylet megtorlása gyanánt.
A második világháborút követően a falut újraépítették, több emlékművet is létesítettek az 1942-es tragédia emlékére.

## Népesség
A település népessége az elmúlt években az alábbi módon változott:
| Lakosok száma | 282  | 406  | 427  | 149  | 509  | 428  | 565  | 581  | 555  | 566  |
|               | 1869 | 1890 | 1921 | 1950 | 1980 | 2001 | 2017 | 2019 | 2022 | 2024 |

## Külső hivatkozások
- Lidice hivatalos honlapja